# Кларингтон (Онтарио)
Кларингтон (енгл. Clarington) је општина у Канади у покрајини Онтарио. Према резултатима пописа 2011. у општини је живело 84.548 становника.

## Становништво
Према резултатима пописа становништва из 2011. у граду је живело 84.548 становника, што је за 8,6% више у односу на попис из 2006. када је регистровано 77.820 житеља.
| 2006.  | 2011.  |
| ------ | ------ |
| 77.820 | 84.548 |